# Micromus variegatus
Micromus variegatus is een insect uit de familie van de bruine gaasvliegen (Hemerobiidae), die tot de orde netvleugeligen (Neuroptera) behoort. 
De soort komt voor in een groot deel van het Palearctisch gebied. De soort is in 1988 ook voor het eerst aangetroffen in Canada en werd elders in Canada in 2009 opnieuw aangetroffen. Het betreft vermoedelijk adventieven.
Micromus variegatus is voor het eerst wetenschappelijk beschreven door Fabricius in 1793.